# Arahmaiani
Arahmayani Feisal, plus connue sous le nom Arahmaiani, est une artiste indonésienne née le 21 mai 1961 à Bandung et résidant actuellement à Yogyakarta, Indonésie. Elle est considérée comme l’une des figures emblématiques du développement de l’art contemporain en Asie du Sud-Est. Arahmaiani utilise souvent son art pour critiquer les problèmes liés à la société, la religion et la culture.

## Biographie
Arahmaiani est née le 21 mai 1961 à Bandung, en Indonésie. Son père est un savant spécialiste de l’Islam et sa mère est d’ascendance javanaise hindo-bouddhiste. Son nom représente un mélange syncrétique de ces deux cultures qu’elle a connues dans son enfance. Comme elle l’indique volontiers, le mot « Arahma » fait référence au mot « tendre, affectueuse » en langue arabe, tandis que « iani/yani » vient de l’hindi « être humain ».
Elle est déçue par le système scolaire indonésien, jugeant qu’il ne laisse pas assez les étudiants en art s’approcher au plus près de la réalité. C’est ainsi qu’elle décide de laisser libre cours à son art dans la rue et découvre les performances artistiques.
Arahmaiani étudie à la Faculté des Beaux-Arts et du Design de l’Institut Technologique de Bandung et obtient son diplôme en 1992. Elle étudie également à l’Académie des Beaux-Arts d’Enschede aux Pays-Bas en 1983, ainsi qu’à l’école d’art Paddington de Sydney en Australie, en 1985.

## Œuvres
Bien qu’essentiellement reconnue pour ses performances artistiques de rue, Arahmaiani utilise également la peinture, le dessin, la sculpture, la vidéo, la poésie, la danse et les arts visuels. Elle travaille régulièrement autour de thématiques et problématiques actuelles telles que les discriminations et violences faites aux femmes, l’oppression du corps des femmes par les hommes, la religion au cœur de la société moderne, l’impérialisme occidental et l’industrialisation mondiale. Depuis le début des années 80, les leaders des partis politiques islamiques radicaux expriment leur hostilité envers les œuvres d’Arahmaiani, causant à l’artiste un court passage en prison en 1983.
Sa peinture intitulée Lingga-Yoni en 1993 et son installation artistique Etalase en 1994 sont des assemblages de plusieurs symboles relatifs à l’Islam, la culture occidentale et la sexualité. Lingga-Yoni représente les attributs sexuels féminins et masculins selon la mythologie hindouiste (le lingga est la représentation du pénis et le yoni, la vulve). Etalase est composé d’objets comme le Coran, une statue de Bouddha, un miroir, un paquet de préservatifs, une bouteille de Coca-Cola, une boîte remplie de sable, un éventail, un rebana (tambourin traditionnel du monde malais) et une photo de l’artiste. Ils sont tous disposés dans une vitrine de musée et symbolisent la société consumériste qui met au même rang des symboles religieux et des objets de la vie quotidienne. Ces deux œuvres d’art créent la polémique lors de leur première exposition à Jakarta en 1994. Des membres d’un groupe de musulmans intégristes provoquent alors la censure de ces deux œuvres et Arahmaiani reçoit des menaces de mort. À la suite de cela, l’artiste quitte l’Indonésie pour s’installer temporairement en Australie. Le Lingga-Yoni original étant en mauvais état des suites de l’exposition, Arahmaiani peint une nouvelle version de l’œuvre en 2013 pour son exposition au Musée d’Art Herbert F. Johnson d’Ithaca, aux Etats-Unis.
Pendant quatre ans, Arahmaiani travaille pour l’un des plus grands journaux de Java central en tant que chroniqueuse. Elle écrit régulièrement sur la pratique culturelle de l’Islam, avant d'être licenciée pour ses critiques de l'islam. Dans une interview menée par les artistes Susan Silas et Chrysanne Stathacos en 2014, Arahmaiani indique que, du fait de son éducation musulmane, hindouiste et animiste, elle souhaite partager ses opinions et contribuer au débat.
Arahmaiani expose ses œuvres dans le pavillon indonésien de la 50ème biennale de Venise en 2003, aux côtés d’autres éminents artistes comme Dadang Christianto, Tisna Sanjaya et Made Wianta. Sa partie s’appelle Paradise Lost : Mourning of the World (Paradis Perdu : le Deuil du Monde).

## Expositions
Les oeuvres d’Arahmaiani sont exposées dans le monde entier, dans des lieux aussi emblématiques que le Centre d’art contemporain de Melbourne (Australie), le Musée d’art d’Hokkaido Asahikawa (Japon), l’Université des Arts et le Musée des arts de Singapour. Elle participe, entre autres, aux expositions Der Rest Der Welt à Pirmasens (Allemagne), World Social Forum à Utrecht et Suspended Histories au Musée Van Loon d’Amsterdam (Pays-Bas), Asia Society et Global Feminisms à New York (Etats-Unis) et Asian Women Artists 1984-2012 au Musée d'art de la préfecture de Mie (Japon).
Arahmaiani prend également part à plusieurs biennales telles que la Biennale de Yogyakarta  (Indonésie) en 1994, la Triennale Asie-Pacifique de Brisbane en 1996 (Australie), la Biennale de La Havane en 1997, la Biennale de Lyon et le festival de Werkleitz (de) (Allemagne) en 2000, la Biennale des performances artistiques d’Israël en 2001, la Biennale de São Paulo et la Biennale de Gwangju (Corée du Sud) en 2002, la  Biennale de l’Image en mouvement de Genève et la 50ème Biennale de Venise en 2003. Ses performances connaissent un succès mondial, Arahmaiani ayant performé en Australie, en Allemagne au Brésil, à Cuba, en Espagne, aux Etats-Unis, en Indonésie, au Japon et en Suède.
La première exposition solo d’Arahmaiani, Fertility of the Mind (Fertilité de l’Esprit), se déroule en 2014 à New York dans la galerie d’art contemporain Tyler Rollins Fine Art. Il s’agit d’une rétrospective de ses 30 années de performances artistiques. En 2016, la suite de l’exposition nommée Shadow of the past (Ombres du passé) montre ses expériences artistiques au Tibet. En 2017 au Musée d’Art Herbert F. Johnson est ouverte l’exposition Identity Crisis: Reflections on Public and Private Life in Contemporary Javanese Photography (Crise identitaire : réflexions sur la vie publique et privée dans la photographie contemporaine javanaise). Plus récemment en 2018, Arahmaiani prend part à l’exposition intitulée Art Turns. World Turns. Exploring the Collection of the Museum of Modern and Contemporary Art in Nusantara (L’art change. Le monde change. Exploration des collections du Musée d’art moderne et contemporain de Nusantara). Cette exposition était visible au Musée MACAN de Jakarta, en Indonésie, où elle revient en 2019 pour sa nouvelle exposition, nommée Masa Lalu Belumlah Berlalu (Le Passé n'est pas passé).

## Collections
Les œuvres d’Arahmaiani ont été achetées par plusieurs musées et institutions culturelles tels que le Brooklyn Museum et le Musée d’art Herbert F. Johnson de New-York, le Musée d'Art moderne et contemporain de Nusantara de Jakarta et le Musée d’art de Singapour.